# Luigi Loreto
Luigi Loreto (Roma, 12 aprile 1963) è uno storico italiano.

## Biografia
Laureatosi a Roma, consegue nel 1991 il dottorato di ricerca in storia antica, con una tesi relativa ai meccanismi di determinazione di decisione e consenso nella media repubblica romana da cui trarrà la sua prima pubblicazione internazionale (Un'epoca di buon senso). Professore ordinario di Storia Romana presso la Seconda Università degli Studi di Napoli dove insegna dal 1998, è esperto di storiografia e storia militare antica e si occupa prevalentemente di storia cartaginese (ha scritto tra l'altro una storia della rivolta dei mercenari), e di storia della media Repubblica romana, nonché di storia delle relazioni internazionali nei suoi periodi di interesse. È autore di numerosi libri e articoli comparsi su riviste nazionali e internazionali di storia e antichistica ("Historia", "Klio", "Atene e Roma", "Quaderni di storia", Mélanges de l'École française di Roma). Ha compilato la voce Krieg (guerra) della Der Neue Pauly. Enzyklopädie der Antike. Dal 2001 dirige la collana "Storia politica costituzionale militare del mondo antico".

## Principali scritti
- Un'epoca di buon senso. Decisione, consenso e stato a Roma tra il 326 e il 264 a.C., Hakkert, Amsterdam, 1993 ISBN 90-256-1059-5 [2]
- Il piano di guerra dei pompeiani e di Cesare dopo Farsalo (giugno-ottobre 48 a.C.). Uno studio sulla grande strategia della guerra civile, Hakkert, Amsterdam, 1994 ISBN 90-256-1073-0
- La grande insurrezione libica del 241-237 a.C. Una storia politica e militare, Collection de l'Ecole française de Rome 1995 ISBN 2-7283-0350-9
- Guerra e libertà nella Repubblica romana. John R. Seeley e le radici intellettuali della Roman revolution di Ronald Syme, L'Erma Di Bretschneider, Roma, 1999 ISBN 88-7062-981-3
- Il comando militare nelle province procuratorie 30. a.C.-280 d.C. Dimensione militare e dimensione costituzionale, Ed. Jovene, Napoli 2000 ISBN 88-243-1377-9
- Introduzione, testo critico, traduzione e commento storico-militare "Pseudo-Cesare, La lunga guerra civile. Alessandria – Africa – Spagna", Biblioteca Universale Rizzoli, Milano 2001 ISBN 88-17-86626-1
- Il bellum iustum e i suoi equivoci. Cicerone ed una componente della rappresentazione romana del Völkerrecht antico, Ed. Jovene, Napoli 2001 ISBN 88-243-1402-3
- Per la storia militare del mondo antico. Prospettive retrospettive, Ed. Jovene, Napoli, 2006 ISBN 88-243-1628-X [3][4][5]
- La grande strategia di Roma nell'età della prima guerra punica (ca. 273 - ca. 229 a.C.): l'inizio di un paradosso, Ed. Jovene, Napoli, 2007 ISBN 88-243-1745-6 [6]
- Roman Politics and Expansion, 241-219, in "A Companion to Punics Wars" (ed. by D. Hoyos), Blackwell Publishing, 2011 ISBN 978-1-4051-7600-2